# Óscar Mingueza
Óscar Mingueza García (* 13. Mai 1999 in Santa Perpètua de Mogoda) ist ein spanischer Fußballspieler, der bei Celta Vigo unter Vertrag steht.

## Karriere

### Im Verein
Mingueza begann bei den G-Junioren (U7) des FC Barcelona mit dem Fußballspielen. In den Spielzeiten 2016/17 und 2017/18 spielte er mit den A-Junioren (U19) in der UEFA Youth League, die die Mannschaft 2018 gewann.
Nachdem er die Junioren durchlaufen hatte, rückte Mingueza zur Saison 2018/19 in die zweite Mannschaft auf, die in der drittklassigen Segunda División B spielte. Vor der Saison verlängerte der 19-Jährige seinen Vertrag bis zum 30. Juni 2021, der eine Ausstiegsklausel in Höhe von 100 Millionen Euro enthält. In seiner ersten Saison im Herrenbereich kam der Innenverteidiger auf 15 Drittligaeinsätze (11-mal von Beginn). Zudem war er in dieser Saison noch in der UEFA Youth League spielberechtigt und kam dort auf 5 Einsätze. In der Saison 2019/20 folgen 16 Ligaspiele (12-mal von Beginn) für die zweite Mannschaft. Diese erreichte auf dem 2. Platz die Aufstiegs-play-offs, scheiterte dort aber an CE Sabadell.
Zum Beginn der Saison 2020/21 ließ ihn der neue Trainer der ersten Mannschaft, Ronald Koeman, regelmäßig am Training teilnehmen. Mingueza gehörte in der Folge bei diversen Spielen dem Spieltagskader an, kam in der Innenverteidigung hinter Gerard Piqué, Clément Lenglet und Ronald Araújo zunächst aber nicht zum Einsatz. Da neben Samuel Umtiti auch Piqué und Araújo für das Champions-League-Spiel gegen Dynamo Kiew am 24. November 2020 ausfielen, bot ihn Koeman neben Lenglet in der Startelf auf. Beim 4:0-Auswärtssieg bereitete der 21-Jährige ein Tor vor. Insgesamt kam Mingueza in dieser Saison auf 27 Einsätze (23-mal von Beginn) in der Primera División, in denene er 2 Tore erzielte. Zudem steuerte er 5 Einsätze zum Gewinn der Copa del Rey bei. Bereits Ende April 2021 hatte Mingueza seinen zum Saisonende auslaufenden Vertrag bis zum 30. Juni 2023 verlängert, der fortan eine Ausstiegsklausel in Höhe von 100 Millionen Euro enthält. Am Saisonende kehrte der Innenverteidiger nochmals zur zweiten Mannschaft, die Zweiter ihrer Staffel geworden war, zurück, um diese bei den Aufstiegsspielen zur Segunda División zu unterstützen. Diese scheiterte jedoch trotz seines Mitwirkens in der 1. Runde am UCAM Murcia CF.
Zur Saison 2021/22 wurde Mingueza ausschließlich für die erste Mannschaft registriert.
Zur Saison 2022/23 wechselte Mingueza zum Ligakonkurrenten Celta Vigo. Er unterschrieb einen Vertrag bis zum 30. Juni 2026. Der FC Barcelona sicherte sich eine Weiterverkaufsbeteiligung in Höhe von 50 Prozent.

### In der Nationalmannschaft
Mingueza debütierte im März 2021 während der Vorrunde der U21-Europameisterschaft 2021 in der spanischen U21-Nationalmannschaft und sah dabei die Rote Karte. Nachdem er für das dritte Gruppenspiel gesperrt gewesen war, absolvierte er Ende Mai/Anfang Juni 2021 das Viertel- und Halbfinale, in dem die spanische Mannschaft ausschied, jeweils in der Startelf.
Anfang Juni 2021 debütierte Mingueza bei einem 4:0-Sieg gegen Litauen in der A-Nationalmannschaft. Aufgrund von COVID-19-Fällen im Kader für die kurze Zeit später beginnende Europameisterschaft 2021 traten die Spieler, die zuvor die U21-EM absolviert hatten, bei diesem Spiel an.
Ende Juni 2021 wurde Mingueza in den Kader der spanischen Olympiaauswahl für das Fußballturnier der Olympischen Sommerspiele 2021 berufen.

## Erfolge
- Spanischer Pokalsieger: 2021
- UEFA-Youth-League-Sieger: 2018